# جانلورنزو بلنجینی
جانلورنزو بلنجینی (زاده ۲۹ دسامبر ۱۹۷۱) مربی والیبال اهل ایتالیا سرمربی سابق تیم ملی والیبال ایتالیا و فعلی باشگاه لوبه است. بلنجینی پس از چند سال کار به عنوان دستیار در کنار سرمربی سابق ایتالیا یعنی مائورو بروتو در سال ۲۰۱۵ جانشین وی شد. بلنجینی با تیم ملی ایتالیا در سال ۲۰۱۵ در مسابقات جام جهانی نشان نقره و در مسابقات قهرمانی اروپا نشان برنز به دست آورد. بلنجینی تیم ملی ایتالیا را با هدایت خود در بازی‌های المپیک تابستانی ۲۰۱۶ ریو دو ژانیرو موفق به نشان نقره رساند و نایب قهرمان شد. در مهرماه ١۴٠٢ معادل اکتبر ٢٠٢٣ و پس از کناره گیری بهروز عطایی، سرمربی وقت تیم ملی والیبال ایران به دلیل کسب نتایج ضعیف در مسابقات لیگ جهانی، قهرمانی آسیا و  انتخابی المپیک در ریو برزیل، بلنجینی یکی از کاندیداهای حضور بر روی نیمکت تیم ملی والیبال مردان ایران به عنوان سرمربی هست.